# دموه
قرية دموه هي إحدى القرى التابعة لمركز دكرنس في محافظة الدقهلية في جمهورية مصر العربية. حسب إحصاءات سنة 2006، بلغ إجمالي السكان في دموه 10251 نسمة، منهم 5047 رجل و5204 امرأة. من أعلامها الشيخ محمد حسان.

## التاريخ
قرية دموه من القرى القديمة، حيث وردت باسم «دموه» في أعمال الدقهلية ضمن قرى الروك الصلاحي التي أحصاها ابن مماتي في كتاب قوانين الدواوين، كما وردت باسم «دموه» في أعمال الدقهلية والمرتاحية ضمن قرى الروك الناصري التي أحصاها ابن الجيعان في كتاب «التحفة السنية بأسماء البلاد المصرية». وفي العصر العثماني وردت باسم «دموه السباخ» في التربيع العثماني الذي أجراه الوالي العثماني سليمان باشا الخادم في عصر السلطان العثماني سليمان القانوني ضمن قرى ولاية الدقهلية، وفي تاريخ 1228هـ/1813م الذي عدّ قرى مصر بعد المسح الذي قام به محمد علي باشا باسم «دموه السباخ» ضمن قرى مديرية الدقهلية، ثم حُذفت كلمة السباخ لاحقًا.